# کارینا (خواننده کره جنوبی)
یو جی مین (کره‌ای: 유지민؛ زادهٔ ۱۱ آوریل ۲۰۰۰) که به‌طور حرفه ای با نام کارینا (انگلیسی: Karina) شناخته می‌شود، خواننده و رقصنده اهل کره جنوبی است. او لیدر گروه دخترانه کره‌ای اسپا است که در نوامبر ۲۰۲۰ توسط اس‌ام انترتینمنت شکل گرفت. او همچنین یکی از اعضای سوپر گروه گات د بیت است که در ژانویه ۲۰۲۲ فعالیتش را آغاز کرد.

## اوایل زندگی
کارینا زاده و بزرگ شده در استان گیونگ‌گی، کره جنوبی است و در دبیرستان هانسول تحصیل کرده‌است اما بعداً آن را رها کرد و گواهینامه جی‌ئی‌دی گرفت. کارینا کاتولیک و نام مسیحی او کاتارینا است که نام هنری او الهام گرفته از همین نام است.